# Темп (Градизьк)
«Темп» — український футбольний клуб із Градизька, Кременчуцького району Полтавської області. Домашні матчі проводить на стадіоні «Темп».

## Історія
Команда «Темп» була створена в червні 1976 року. Першим тренером команди став Олександр Григорович Бурбига. Вже в 1977 році «Темп» став чемпіоном Глобинського району та володарем весняного та осіннього кубків.
У 1978 році команда взяла участь в першості обласної ради ДСТ «Колос» і посіла третє місце.
Із середини 1980-х років «Темп» є постійним учасником Чемпіонату Полтавської області, здобуває кубок ДСТ «Колос», виступає на республіканських змаганнях.
У 1990-х роках «Темп» перебуває в кризі, але головному тренеру Григорію Вікторовичу Сьоміну вдалося зберегти колектив, і на початку 2000-х справи команди пішли вгору. В 2001—2004 роках «Темп» грає в першості Глобинського району, а з 2004 року — в другій лізі обласної першості. В 2009 році клуб посів друге місце в другій лізі й здобув право виступати в першій (так тоді називався вищий дивізіон обласного чемпіонату). В сезоні 2010 року «Темп» посів 7 місце, а вже в 2011 році здобув чемпіонство, ставши першим в історії чемпіоном області, який не був представником районного центру. В наступні два сезони команда також була в трійці призерів, виборовши ще «срібло» й «бронзу» чемпіонату. В 2013 році «Темп» досяг успіху й у кубку області, дійшовши до фіналу, в якому поступився команді «Нове життя» з Андріївки, яка в ті роки була лідером аматорського футболу Полтавщини. Тренував у ці роки «Темп» Антон Леонідович Диндіков.
У 2016 році, в рік сорокаріччя клубу, «Темп» виборов Кубок Кременчуцького району, здолавши команду «Мегаспорт» із П'ятихаток.

## Досягнення
Чемпіонат Полтавської області
- Чемпіон (1): 2011
- Срібний призер (1): 2012
- Бронзовий призер (1): 2013

Кубок Полтавської області
- Фіналіст (1): 2013

## Відомі гравці
- Сергій Лапа
- Іван Львов